# 10186 Albéniz
10186 Albéniz (1996 HD24) là một tiểu hành tinh vành đai chính, được phát hiện ngày 20 tháng 4 năm 1996 bởi E.W. Elst ở Đài thiên văn Nam Âu. Nó được đặt theo tên Isaac Albéniz, a Spanish child prodigy và composer.